# Tsuchizaki (stacja kolejowa)

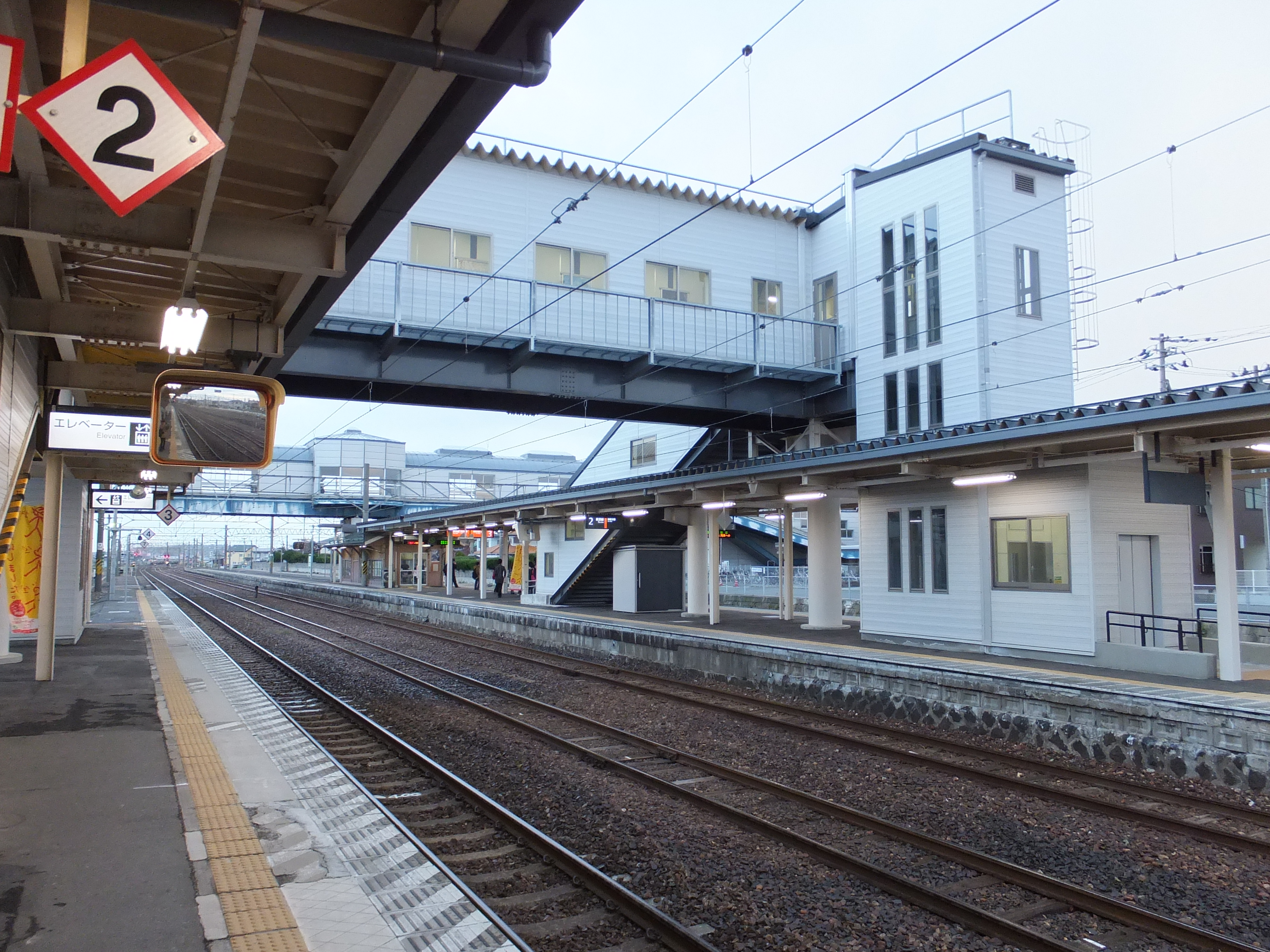
Perony

Tsuchizaki (jap. 土崎駅 Tsuchizaki-eki) – stacja kolejowa w Akicie w prefekturze Akita.

## Położenie
Stacja położona jest w dzielnicy Tsuchizakiminato Chūō, na północ od centrum Akity, w pobliżu portu morskiego Akita-kō.

## Linie kolejowe
Stacja znajduje się na liniach Ōu-honsen i Ogata-sen, między stacjami Akita i Kami-Iijima.

## Historia
Otwarta została 21 października 1902 roku. W 2012 roku obsługiwała średnio 2 285 pasażerów dziennie.